# سرخرگ سینه‌ای بالایی
سرخرگ سینه‌ای بالایی یا شریان توراسیک فوقانی (انگلیسی: Superior thoracic artery) سرخرگ کوچکی است که از قدام اولین قسمت سرخرگ زیربغلی (اگزیلاری)، نزدیک کنار تحتانی ماهیچه زیرترقوه (ساب‌کلاویوس) جدا می‌شود، سپس به طرف جلو و داخل رفته و از بین دو ماهیچه سینه‌ای بزرگ (پکتورالیس ماژور) و کوچک (مینور) می‌گذرد. سرخرگ سینه‌ای بالایی به این عضلات و به جدارهای قدامی و داخلی ناحیه زیر بغل (اگزیلا) خون‌رسانی می‌کند.
این سرخرگ اولین و دومین فضای بین استخوانی و قسمت فوقانی ماهیچه دندانه‌ای پیشین (سراتوس انتریور) را نیز مشروب می‌کند. سرخرگ سینه‌ای بالایی با سرخرگ‌های پستانی داخلی و میان‌دنده (اینترکوستال) بازپیوند می‌یابد.